# Самоотверженная любовь
«Самоотверженная любовь» (хинди गुड्डू, Guddu) — индийский романтический фильм, снятый режиссёром Премом Лалвани и вышедший в прокат 11 августа 1995 года в один день с фильмом «Дорогая, это Индия!». Оба фильма провалились в прокате. Роли исполнили Шахрух Хан, Маниша Коирала и Дипти Навал. Предпоследний фильм композитора Наушада, после которого он не работал в кино в течение десяти лет. Картина входит в число классических фильмов 1990-х годов наряду с «Время сумасшедших влюбленных» и «Бог знает».

## Сюжет
Гудду Бахадур — единственный ребёнок в семье. Его мать Кавита — набожная индуистка, а отец Викрам — атеист. Гудду влюблён в девушку по имени Салина. Однажды в автокатастрофе Салина теряет зрение. Гудду во всём винит себя. Родители девушки не хотят его видеть рядом с дочерью. Салина знает, что её любимый ни в чём не виноват, но всё же не хочет видеться с ним, не желая быть для него обузой. Гудду слышит разговор своего отца и доктора. Он узнаёт, что у него опухоль мозга и ему осталось жить всего несколько месяцев. Гудду хочет перед смертью отдать свои глаза Салине, но его отец против этого. Тогда юноша решает через суд решить это дело. Во время приезда он и Викрам теряют сознание. Кавита, которая не сможет вынести потерю мужа и сына, молится пять дней подряд, при этом держа пост. Её молитвы услышаны, хотя и за счет её собственного здоровья. Викрам выжил, Гудду успешно сделали операцию. Умирающая Кавита донирует свои глаза для пересадки Салине. Гудду и Салина женятся. У них рождаются близнецы. Герои живут долго и счастливо.

## В ролях
- Шахрух Хан — Гудду Бахадур
- Маниша Коирала — Салина Гупта
- Дипти Навал[англ.] — Кавита Бахадур, мать Гудду
- Мукеш Кханна — Викрам Бахадур, отец Гудду
- Ашок Сараф — Балия
- Шилендар — Сурадж
- Аакрути Нагпал[4][5] — Сония
- Мехмуд[англ.] — исполнитель каввали
- Саид Джаффри — исполнитель каввали

## Саундтрек
Все тексты написаны Маджрухом Султанпури, вся музыка написана Наушадом.
| №  | Название               | Исполнители                              | Длительность |
| -- | ---------------------- | ---------------------------------------- | ------------ |
| 1. | «Daddy Se Poochh Lena» | Деваки Пандит, Кумар Сану                | 4:58         |
| 2. | «Gulshan Gulshan»      | Суреш Вадкар, Деваки Пандит              | 5:12         |
| 3. | «Dil Hai Pyare»        | Кумар Сану, Садхана Саргам               | 5:42         |
| 4. | «Dil Kahe Har Dum»     | Суреш Вадкар, Мохаммед Азиз, Маджид Шола | 5:26         |
| 5. | «Hum Dono Panchhi»     | Деваки Пандит, Кумар Сану                | 4:26         |
| 6. | «Mere To Radheshyam»   | Лата Мангешкар                           | 7:52         |
| 7. | «Pyar Mera Zindagi»    | Кумар Сану, Деваки Пандит                | 5:14         |